# ريبيكا مارينو
ريبيكا مارينو (بالإنجليزية: Rebecca Marino) مواليد 16 ديسمبر 1990 في تورونتو، هي لاعبة كرة مضرب كندية سابقة بدأت مسيرتها كمحترفة سنة 2008 وكانت تلعب باليد اليمنى. أعلى تصنيف لها في الفردي كان المركز الـ 38 في سنة 2011. أعلى تصنيف لها في الزوجي كان المركز الـ 210 في سنة 2010.

## النهائيات

### الفردي: 1 (الوصافة 1)
| الحصيلة | الرقم | التاريخ         | الدورة           | الأرضية | المنافس              | النتيجة   |
| ------- | ----- | --------------- | ---------------- | ------- | -------------------- | --------- |
| الوصافة | 1.    | فبراير 19, 2011 | الولايات المتحدة | صلبة    | ماغدالينا ريباريكوفا | 2–6, ret. |

## الخط الزمني للفردي
مفتاح
| ف | ن | ن.ن | ر.ن | د# | د.م | ل | أ.أ | ت | غ | ب | ف | ذ | م.خ | ل.ت |

(ف) فاز بالبطولة (ن) وصل النهائي (ن.ن) نصف النهائي (ر.ن) ربع النهائي (د#) الأدوار الأربعة الأولى (د.م) دور المجموعات (ل) شارك في كأس ديفيز (أ.أ) خرج من الأدوار الاولى (ت) خسر التصفيات التأهيلية (غ) غاب عن الحدث أو البطولة (ب) حصل على ميدالية برونزية (ف) حصل على ميدالية فضية (ذ) حصل على ميدالية ذهبية (م.خ) بطولة الماسترز خُفضت إلى مرتبة أقل (ل.ت) البطولة لم تعقد في السنة المعينة.
لتجنب الارتباك وازدواجية الحساب، يتم تحديث هذه المعلومات إما في نهاية البطولة، أو عندما تكون مشاركة اللاعب في البطولة قد انتهت.
| الدورة             | 2009 | 2010 | 2011 | 2012 | 2013 | فوز / مشاركة | ف-خ | فوز % |
| ------------------ | ---- | ---- | ---- | ---- | ---- | ------------ | --- | ----- |
| دورات الجراند سلام |      |      |      |      |      |              |     |       |
| أستراليا المفتوحة  | غ    | ت1   | د2   | د1   | د1   | 0 / 3        | 1–3 | 25%   |
| فرنسا المفتوحة     | غ    | ت1   | د3   | غ    | غ    | 0 / 1        | 2–1 | 67%   |
| بطولة ويمبلدون     | غ    | ت1   | د2   | غ    | غ    | 0 / 1        | 1–1 | 50%   |
| أمريكا المفتوحة    | ت2   | د2   | د1   | غ    | غ    | 0 / 2        | 1–2 | 33%   |
| فوز-خسارة          | 0–0  | 1–1  | 4–4  | 0–1  | 0–1  | 0 / 7        | 5–7 | 42%   |

## روابط خارجية
- ريبيكا مارينو على موقع رابطة محترفات التنس (الإنجليزية)
- ريبيكا مارينو على موقع الاتحاد الدولي لكرة المضرب (الإنجليزية)
- ريبيكا مارينو على موقع كأس بيلي جين كينغ (الإنجليزية)
- ريبيكا مارينو على موقع بطولة ويمبلدون (الإنجليزية)
- ريبيكا مارينو على موقع خلاصة التنس.كوم (الإنجليزية)
- ريبيكا مارينو على موقع إي إس بي إن.كوم (الإنجليزية)
- ريبيكا مارينو على موقع اللجنة الأولمبية الكندية (الإنجليزية)